# Царска бара
Специјални резерват природе "Царска бара" је резерват природе који лежи између три града: Београда, Новог Сада и Зрењанина, у међуречју Тисе и Бегеја. До ње се може доћи када се на 17 km из Зрењанина према Београду скрене десно преко Бегеја.

## Одлике
Царска бара је систем водених екосистема са тракама трске и шевара, степа и врбака. Простор Царске баре карактерише густо изаткан ћилим река, канала, језера и бара, док се боје смењују од плавих језера, преко зелених и смеђих шума, све до бледожуте и беле боје слатина. На овом простору некада се протезало безброј већих и мањих мочвара. Данас овај простор карактеришу меандри Старог Бегеја који се сужавају и скраћују и баре — све више нагнуте у односу на дно речног корита.
Биљни свет Царске баре који плени својом лепотом, представљен је бројним аутохтоним врстама, од којих су неке ретке, поред оних које се редовно срећу на барским комплексима. По својој вредности издвајају се од водених биљака водени гриз, водена папрат, бели локвањ и друге: у ливадској вегетацији присутни су врањемил, хајдучка трава, слез, пелен, ливадска жалфија и друге; а у мочварној вегетацији: заједнице тршћака, водољуб, барска перуника, јеженица, пачја трава, иђирот и друге. Шумске површине заузимају значајне делове Резервата. Бројна стабла у околини колоније чапљи и корморана имају осушене врхове, чинећи их тако погодним за осматрачнице и узлетишта за лов рибе у језеру или бари, овим становницима баре.
За богатством света флоре не заостаје ни фауна, где се уз доста среће могу пронаћи: дивља свиња, срна, лисица, зец, бизамски пацов, шишмиш, твор, јеж, текуница, кртица, ласица, хрчак, барска корњача, сиви гуштер, белоушка, зелена жаба и шарени даждевњак. У водама Старог Бегеја и Царске баре живи чак 24 врсте риба из 16 фамилија.
Светску славу овом месту донело је присуство птичјег света са око 240 врста, због чега је ово добро проглашено за Рамсарско подручје, тј уписано у листу мочварних подручја од међународног значаја. Неке од ретких птица које се овде могу видети су: орао белорепан, еја мочварица, ливадска еја, кобац, мишар, чапља кашикара и многе друге.
У овој оази флоре и фауне најраније присуство човека сеже чак 6000 година у прошлост, о чему говоре докази пронађени у хумкама у околини Мужије и Титела. Рану историју краја обележио је хунски вођа Атила, за чије име су везане бројне легенде о настанку имена Царске баре. На изглед миран и тих крај, сведочи о бурној историји народа који су се овде смењивали али и остајали: од Бугара, Румуна и Турака до Немаца, Мађара и Срба.
Зрењанински планинари (ЖПСД Зрењанин) сваке године половином јуна на овој локацији, на обали Старог Бегеја дочекују своје пријатеље из свих крајева земље ("Сусрет планинара Царска бара").
У близини Царске баре налази се Хотел Сибила, изграђен 1992. године, на самом Рибарском газдинству „Ечка“.
На 2 km од Царске баре ка Београду налази се Ресторан Трофеј, несвакидашњег изгледа са мини зоо-вртом.

## Заштита
Прва заштита дела подручја успостављена је 1955. године, када је „Војтина млака“ проглашена за део изузетних природних лепота. Шире просторна заштита подручја Старог Бегеја и Царске баре успостављена је 1986. године проглашењем Регионалног парка природе „Стари Бегеј“ (1300ha), а у оквиру којег се налази и Строги природни резерват „Царска бара“ (447 ha), као предео изворне и незнатно измењене природе.
На предлог стручњака Завода за заштиту природе Србије Влада Републике Србије прогласила је ово подручје Специјалним резерватом природе Стари Бегеј — Царска бара. Решењем о претходној заштити подручја 2008. године је предвиђено проширење граница СРП “Стари бегеј-Царска бара”.
Уредба о проглашењу Специјалног резервата природе “Царска бара” објављена је у “Службеном гласнику РС” број 46/2011 од 24.06.2011. године, а заштићено је 4.726 ха и утврђени су режими заштите I, II и III степена заштите.

## Галерија
- Пристаниште ”Царска Бара”